# Fabien Dunand
Fabien Dunand, né en France le 4 décembre 1946, est un journaliste et rédacteur suisse.

## Biographie
Fabien Dunand fait des études universitaires en sciences politiques à l'Université de Genève, où il obtient un doctorat. De 1964 à 1971 il travaille au sein du Tribune de Genève et, parallèlement, il travaille deux ans pour La Suisse. De 1972 à 1978 il travaille en tant que reporter pour Radio Suisse Internationale, avant de passer à Radio Suisse Romande, où il reste jusqu'en 1980. À partir de cette année, il occupe le poste de rédacteur en chef adjoint au quotidien 24 Heures jusqu'en 1992,. 

## L'affaire du corbeau dénonciateur
En 2016 Fabien Dunand accuse d'abord de manière anonyme le Groupe Orllati de ne pas respecter les règles d'environnement et de polluer les eaux et des terrains à Bioley-Orjulaz, et reproche à Jacqueline de Quattro, conseillère d’État vaudoise chargée du territoire et de l'environnement, d'un conflit d'intérêts avec Orllati. Il souhaite également qu'elle soit dessaisie de ce dossier. À la suite de ces accusations, le canton de Vaud et Jacqueline de Quattro déposent plainte contre le corbeau qui s'avère être Fabien Dunand, pour tentative de menaces alarmant la population et diffamation. En 2017, une enquête de la justice vaudoise surnommée Opération Cracoucass relie les accusations de Dunand à Bernard Nicod, entrepreneur immobilier et concurrent historique de Orllati. Le Temps définit ce cas comme « l’un des plus incroyables complots politico-économiques à avoir secoué le canton de Vaud ». La demande de Dunand finit par être rejetée par le Tribunal Cantonal en avril 2018. En 2019, Dunand publie le livre Une conseillère d’État ne devrait pas dire ça, par lequel il accuse explicitement Jacqueline de Quattro. Le livre est provisoirement interdit la le Tribunal de l'est vaudois peu de temps après sa sortie. Le 25 octobre 2021 s'ouvre le procès contre Fabien Dunand devant le Tribunal de police de l'arrondissement de Lausanne. Il est condamné pour calomnie à une peine de 150 jours-amende avec sursis par le Ministère public vaudois en août 2021,,. Il a fait appel de cette condamnation auprès du Tribunal cantonal, qui confirme en 2022 sa culpabilité et sa peine mais assortie d'un sursis de quatre ans. Dans un arrêt daté du 23 août 2023, le Tribunal fédéral a ensuite confirmé en instance suprême cette condamnation.
Fabien Dunand a également recouvert le rôle de municipal et, plus tard, de syndic de la commune de Servion entre 1993 et 2006. 